# Ел Мираж
Ел Мираж (на английски: El Mirage) е град в окръг Марикопа, щата Аризона, САЩ. Ел Мираж е с население от 26 431 жители (2007) и обща площ от 25 km². Намира се на 349 m надморска височина. ZIP кодът му е 85335, а телефонният му код е 623.